# Marinus Boeseman
Marinus Boeseman (* 22. Juni 1916 in Enkhuizen; † 14. Juli 2006) war ein niederländischer Ichthyologe.
Da er künstlerisch sehr begabt war, erwog er nach Beendigung seiner Schulzeit ein Kunststudium, entschied sich jedoch um und begann im Jahr 1935 an der Universität Leiden das Studium der Biologie.
Schon als Student veröffentlichte er zusammen mit einem seiner Dozenten seine erste Arbeit über das Verhalten der Bitterlinge (Rhodeus sericeus). Noch vor Beginn seiner Doktorarbeit untersuchte er im Rahmen eines Forschungsprojektes im Rijksmuseum voor Natuurlijke Historie in Leiden  die von Heinrich Bürger und Philipp Franz von Siebold beschriebenen japanischen Fische und verfasste darüber 1943 seine Promotionsarbeit.
Zeitweise arbeitete Boeseman in der entomologischen Abteilung des RMNH und befasste sich dort intensiv mit den Ohrwürmern (Dermaptera).
Aufgrund seiner lange Zeit unentdeckt gebliebenen Arbeit als Untergrundkämpfer gegen das Nazi-Regime wurde Boeseman verhaftet und verbrachte die Zeit bis 1945 im Konzentrationslager Dachau. Diese Zeit hinterließ auch gesundheitliche Spuren, so dass er seine 1943 eingereichte Doktorarbeit erst 1947 verteidigen konnte. Seine Doktorarbeit, in der alle dem RMNH vorliegenden Exponate der japanischen Ichthyofauna verglichen und beschrieben wurden, entwickelte sich zu einem Standardwerk, trotzdem nannte Boeseman es später „die Sünde meiner Jugend […], die ich schrieb, als ich glaubte, alles zu wissen.“
Als Kurator der ichthyologischen Abteilung der Universität Leiden unternahm er in den 50er bis 70er Jahren zahlreiche Forschungsreisen nach Südamerika, verfasste zahlreiche Publikationen über die lokale Fischwelt und entwickelte sich zu einem ausgesprochenen Liebhaber und Kenner der südamerikanischen Harnischwelse.
Zwischen 1977 und 1979 unternahm er einige Reisen nach Leningrad und Krakau, wo er die Zeichnungen nordostbrasilianischer Tiere, gezeichnet von Albert Eckhout, studierte. Im Jahr 1981 emeritierte Boeseman, blieb dem RMNH jedoch noch lange verbunden.
Ihm zu Ehren ist die Fischgattung Boesemania benannt, ebenso die Art Melanotaenia boesemani, aus der Gruppe der Regenbogenfische und die Panzerwels-Art corydoras boesemani.